# Rock With You (chanson)
Pour les articles homonymes, voir Rock with You (homonymie).
Singles de BoA
Double
(2003) Be the One
(2004)
Rock With You est le 12e single de BoA sorti sous le label Avex Trax le 3 décembre 2003 au Japon. Il atteint la 5e place du classement de l'Oricon et reste classé 10 semaines pour un total de 58 314 exemplaires vendus. La chanson Rock With You se trouve sur l'album Love and Honesty.

## Liste des titres
| 1. | Rock With You                |  |
| 2. | Double (English Version)     |  |
| 3. | Rock With You (Instrumental) |  |
| 4. | Double (Instrumental)        |  |

| 1. | Rock With You                                                                                |  |
| 2. | Atlantis Sunyeo (Atlantis Princess) (Just FiCTiOn Mix 2003) (아틀란티스 소녀)                |  |
| 3. | Moon & Sunrise                                                                               |  |
| 4. | Rock With You (Instrumental)                                                                 |  |
| 5. | Atlantis Sunyeo (Atlantis Princess) (Just FiCTiOn Mix 2003) (Instrumental) (아틀란티스 소녀) |  |
| 6. | Moon & Sunrise (Instrumental)                                                                |  |